# 孫有祿
孫有祿（16世纪—1619年），號盤鴻，浙江杭州府餘杭縣人。

## 生平
万历三十七年（1609年）己酉科浙江乡试举人，四十一年（1613年）癸丑科進士，吏部觀政，官武昌府推官，四十六年同考江西鄉試，四十七年卒。

## 家族
曾祖孫海。祖父孫秩，庠生。父孫敏行，以子赠武昌府推官。